# SS Norge
SS Norge var ett ångfartyg som trafikerade linjen Köpenhamn-New York, via Norge, med emigranter. Fartyget sjönk 1904 utanför den skotska kusten efter att ha gått på ett undervattensrev och 635 personer miste livet.
SS Norge byggdes år 1881 som Pieter de Coninck på varvet Alexander Stephen & Sons Ltd i  Glasgow, UK för det belgiska rederiet Theodore C. Engels & Co i Antwerpen. År 1889 såldes hon till det danska rederiet Thingvalla och döptes om till SS Norge. Fartyget köptes år 1898 av Scandinavian American Line, ett dotterbolag till rederiet DFDS, och sattes in på en linje mellan Köpenhamn och New York via Oslo. Runt förra sekelskiftet var rederiet ett av de ledande när det gällde transport av skandinaviska emigranter till USA. 
Fartyget var byggt i stål med två däck, 6 skott och dubbel botten. Det hade plats för 16 passagerare i 1:a klass, 32 i 2:a klass och 643 i 3:e klass. Två barn räknades som en vuxen.

## Förlisning
SS Norge avgick från Köpenhamn den 22 juni 1904 med 405 passagerare, varav 134 barn, och 68 besättningsmedlemmar ombord. Två dagar senare, den 24 juni, ankom hon till Oslo, där ytterligare 232 passagerare gick ombord och senare samma dag till Kristiansand där 90 resenärer steg ombord.
På väg till New York gik SS Norge på grund på Helens Rev, den 28 juni 1904 kl 7:45, i närheten av klippön Rockall, 500 kilometer väster om Skottland, och sjönk. I enlighet med den tidens regler fanns det bara 8 livbåtar, med plats till totalt 251 personer, ombord varav två slogs sönder och en inte sjösättes.

## Räddningen
En livbåt med 27 överlevande hittades av fiskefartyget Salvia dagen efter förlisningen och passagerarna seglades till Grimsby. Det tyska fartyget Energie räddade 70 personer från en annan livbåt och ytterligare 32 räddades av det engelska fartyget Cervona. De överlevande seglades till Stornoway. Ytterligare en livbåt, med 17 personer ombord, bärgades efter 6 dagar till sjöss av fiskefartyget Largo Bay utanför Aberdeen. Totalt räddades omkring 160 personer, bland andra den norska författaren Herman Wildenvey. Av de omkomna var 225 norrmän, 207 ryssar, 95 svenskar och 92 från Danmark. Förlisningen är därmed den värsta i dansk sjöfartshistoria.